# Тілікум

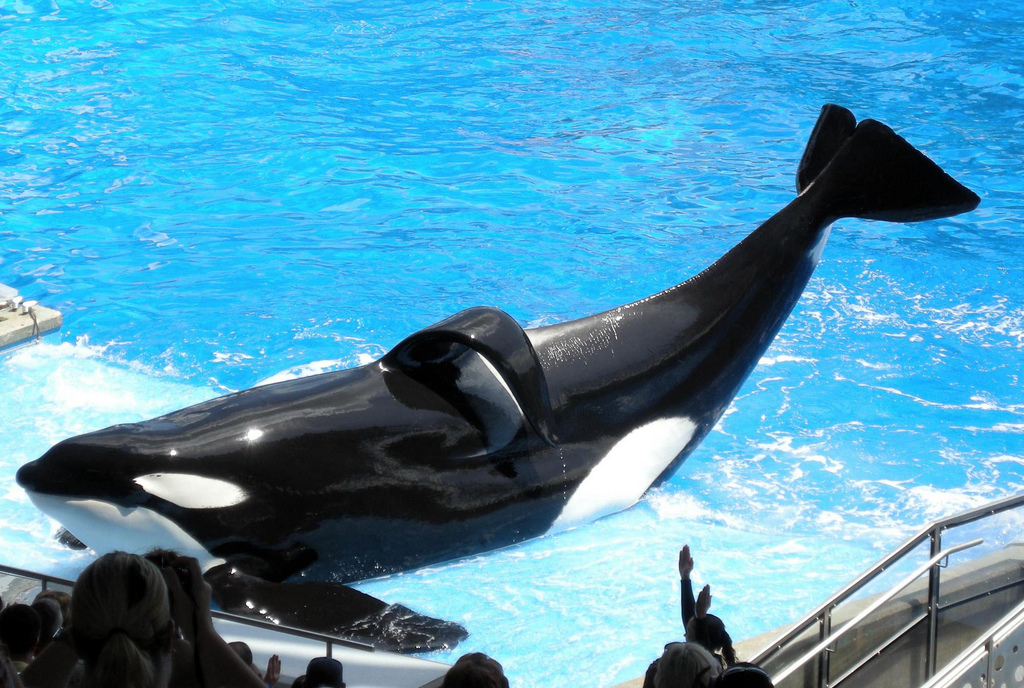
Фото з шоу в SeaWorld Orlando в 2009 році

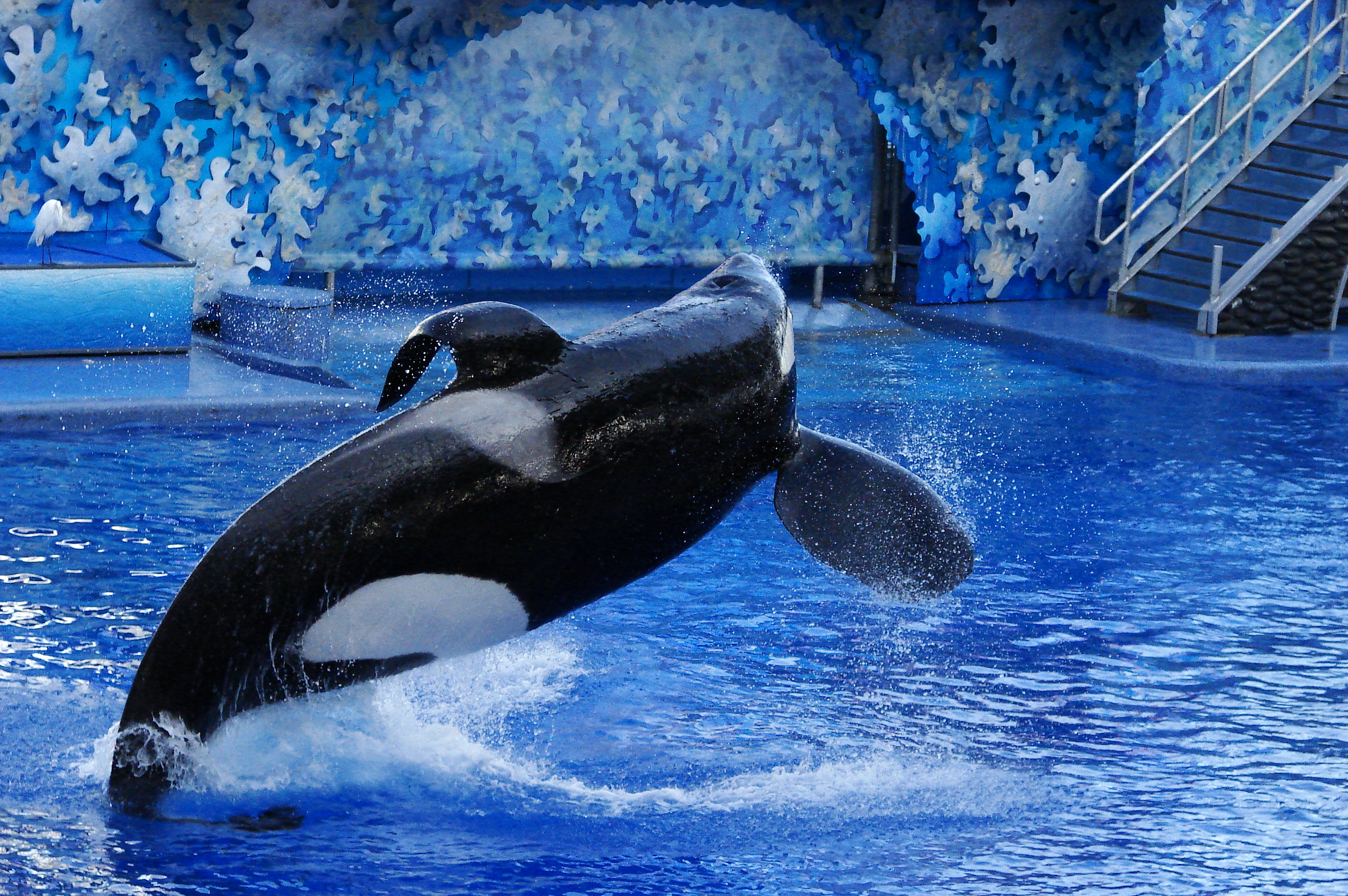
Фото з шоу в SeaWorld Orlando в 2009 році

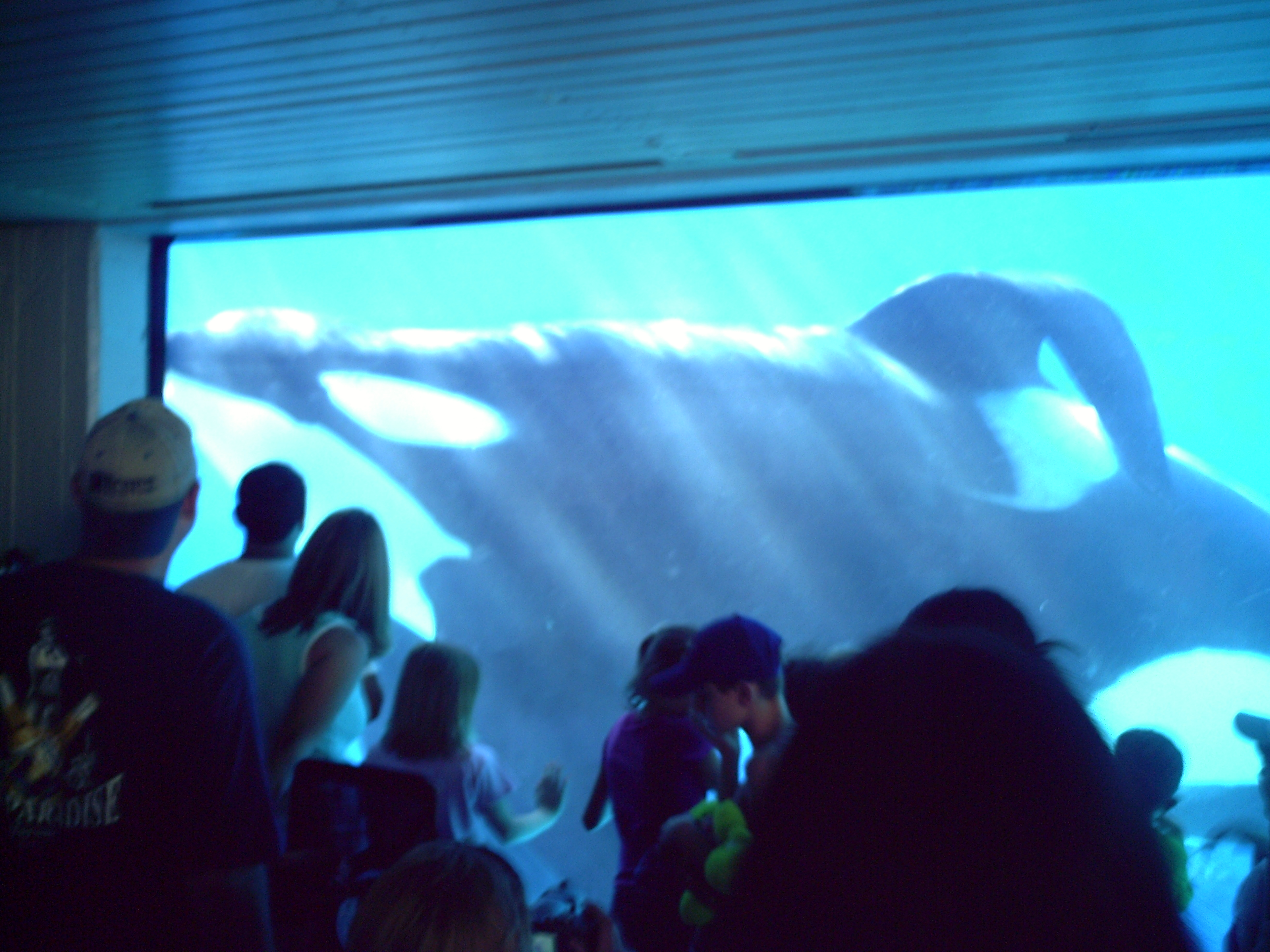
Тілікум

Тілікум (англ. Tilíkum; нар. прибл. 1981 — пом. 6 січня 2017) — дресирований самець косатки.
Був найбільшим з представників виду, що містяться в неволі; залишив численне потомство. Відомий причетністю, як мінімум, до трьох випадків загибелі людей.

## Загальний опис
В 2012 році довжина тіла Тілікум становила близько 6,9 м, маса — приблизно 5,4 тонни. Грудні плавники/ласти мали довжину 2,1 м, спинний — близько 2 метрів, опалий вліво (як дуже часто буває у косаток, що містяться в неволі). Тілікум вважався найбільшою косаткою з тих, які містяться в неволі.

## Життя в неволі
Тілікум був спійманий у фіорді Берюфьорд на сході Ісландії в листопаді 1983 року, приблизно в дворічному віці. Разом з ним були спіймані самець косатки Нанду і самка Самоа (обидва померли).

### Sealand of the Pacific
Першим місцем життя Тілікум після упіймання став аквапарк Sealand of the Pacific в районі Саут-Оак-Бей на крайньому південному заході канадської провінції Британська Колумбія (закритий в листопаді 2014 року).
Так як загін косаток був відділений від океану сіткою і власник аквапарку Боб Райт побоювався, що вночі косатки можуть прогризти собі шлях на волю або бути звільнені активістами захисту тварин, всі троє тварин на ніч заганялись в малий модуль діаметром 8,5 і глибиною 6,1 метра.

### Перша людська жертва
21 лютого 1991 року сталася перший випадок людської загибелі, асоційований з Тілікумом. Дресирувальниця Келті Бірн спустилася в воду загону з косатки, оскільки аквапарк не практикував так званий «water work», для всіх трьох тварин це був перший випадок, коли людина перебувала разом з ними у воді. Хоча Тілікум не був першим, хто схопив Бірн, він разом з іншими косатки перекидали дресирувальницю пащами між собою, в результаті цієї гри втопивши дівчину. Як згодом з'ясувалося, обидві самки в момент агресії були вагітні.
9 січня 1992 року Тілікум був переданий в SeaWorld Orlando у Флориді; Sealand of the Pacific незабаром після цього був закритий.

### Друга людська жертва
6 липня 1999 року Тілікум був знайдений з оголеним тілом мертвого чоловіка, розпростертим на його спині. Жертвою виявився 27-річний Деніел П. Дьюкс. За версією розслідування, Дьюкс, напередодні колишній відвідувач шоу, сховався від охорони, щоб залишитися в парку після закриття, і пробрався в загін для косаток. Експерти зробили висновок, що смерть настала від переохолодження і утоплення, аутопсія показала наявність на трупі множинних ушкоджень та ударів, в тому числі від укусів косатки, однак без однозначного підтвердження, чи були вони отримані до смерті Дьюкса або після (при можливих спробах тварини викликати реакцію людини, рухаючи його тіло).

### Третя людська жертва
Третій смертельний інцидент стався 24 лютого 2010 року, причому жертвою стала досвідчена 40-річна дресирувальниця Дон Браншо, і її смерть явно була викликана активними діями косатки, що засвідчили як співробітники, так і глядачі водного атракціону. Смерть дресирувальниці сталася під час шоу «Обід з Шаму». Розслідування, показання свідків і зйомки камер показали, що безпосередньо перед нападом Дон Браншо перебувала поруч з Тілікумом на пандусі, який плавно оминав воду і використовувався для деяких трюків, і пояснювала глядачам, що відбудеться в ході шоу. За основною версією, Тілікум затягнув жінку в воду за «хвіст» її зачіски, який міг просто зачепитися за його зуби. Тілікум міг також прийняти «хвіст» зачіски за ігровий предмет або за рибу, так як незадовго до цього дресирувальниця давала йому рибу в якості заохочення і могла торкнутися волосся, залишивши на них рибний запах. У той же час, деякі свідки стверджують, що дресирувальниця була затягнута в воду за руку.
Як глядачі, так і співробітники не відразу зрозуміли, що відбувається незапланована дія, однак це стало очевидним, коли косатка почала бити хвостом по воді і трясти жінкою з боку в бік. Співробітники використовували сітки і корм, щоб відвернути увагу тварини, а пізніше зуміли заманити косатку в медичний басейн, де вона, нарешті, відпустила тіло жінки, однак до прибуття лікарів (і ймовірно раніше) та була вже мертва. Аутопсія Дон Браншо показала смерть як від утоплення, так і від нанесених травм: у дресирувальниці була пошкоджена щелепа, ребра, шийні хребці, розірваний спинний мозок.
23 серпня 2010 року аквапарк був оштрафований Управлінням з охорони праці (OSHA) на 75 тисяч доларів США за три випадки грубих порушень техніки безпеки, з яких два були безпосередньо пов'язані зі смертю Дон Браншо. Менеджментом SeaWorld був заявлений протест на це рішення, який називає укладення OSHA «безпідставними». Вдівець загиблої дресирувальниці Скотт Браншо найняв юристів з чиказької фірми, що спеціалізується на судових справах по смертях в результаті протиправних дій, проте в підсумку не став пред'являти SeaWorld додаткових звинувачень.

### Повернення до публіки
Тілікум був заново допущений до вистав на публіку з 30 березня 2011 року. При цьому було прийнято низку запобіжних заходів: відмова від «water work» (атракціонів з дресирувальниками разом з тваринами в басейні), масаж цієї косатки тільки водою зі шлангів високого тиску (замість ручного); на платформах для дресирувальників були встановлені знімні захисні огородження. Розглядалася також установка підйомних фальшпулів, які дозволили б за необхідності витягати дресирувальників або тварин з басейнів протягом хвилини.
Незважаючи на запевнення менеджменту аквапарків, що Тілікум міститься окремо від інших косаток, неодноразово засвідчено його періодичне утримання разом з його «онуком» Труа або дочкою Маліа, а також участь в виставах разом з Труа . У грудні він був «відведений» від виступів в зв'язку з хворобою, проте навесні 2012 року знову допущений до участі в шоу.

### Смерть
У березні 2016 року аквапарк SeaWorld повідомив про погіршення здоров'я косатки, імовірно пов'язаний з резистентною легеневою інфекцією. Згодом спостерігалося деяке поліпшення стану, однак 6 січня 2017 року Seaworld оголосив про смерть Тілікума.